# Zazaki Wikipedie
Zazaki Wikipedie (zazacky: Wikipedia) je verze Wikipedie v jazyce zazaki. Byla založena v roce 2006. V lednu 2022 obsahovala přes 40 000 článků a pracovalo pro ni 5 správců. Registrováno bylo přes 23 000 uživatelů, z nichž bylo okolo 35 aktivních. V počtu článků byla 104. největší Wikipedie.